# پتفوردو
پتفوردو (به مجاری:  Pétfürdő) یک شهرداری در مجارستان است که در ناحیه وارپالوتا واقع شده‌است. پتفوردو ۱،۷۳۲ کیلومتر مربع مساحت و ۴٬۸۹۱ نفر جمعیت دارد.